# Guasave
Guasave (Guayave, Guazave) /Cahita toponim koji Hector R. Olea prevodi kao “sitio donde hay tierra de labor”, odnosno označava milpu ili mjesto gdje je tlo obradivo/, pleme ili grupa plemena Taracahitian Indijanaca s pacifičke obale meksičke države Sinaloa. Guasave možda predstavljaju ogranak Cahita (Swanton), a obuhvaćaju nekoliko srodnih plemena, viz.: Achire na jugu Guasave-teritorija, Ahome, oko ušća rijeke Rio Fuerte, Comopori, sjeverno od estuarija Agiabampo i Vacoregue između plemena Ahome i Aguabampa. Po imenu poznata su njihova sela Pohui, Sisinicari, Tamazula i Ure. F. W. Hodge Guazave drži za ogranak Vacoregue Indijanaca i kaže da žive u pueblima San Pedro de Guazave i Tamazula na rijeci Rio Sinaloa u Sinaloi. Jezuitska misija među njima utemeljena je 1600. ali su je zapalili i pobjegli. Kršćanstvo su prihvatili tek nakon 1649. Orozco y Berra (u Geog. 332, 1864) za njih piše da govore meksičkim jezikom i da su civilizirani. Grad Guasave koji se danas nalazi na njihovom području razvio se na mjestu misije utemeljene za njih, a utemeljen je 1595.
Guasave su bili sjedilačko poljodjelsko pleme, uzgajivači kukuruza, graha i drugih kultura. Ribolov na rijeci Sinaloa i lov također su bili značajni u Guasave-privredi. Američki antropolog Gordon F. Ekholm, otkrio je 1938. godina bogata nalazišta iz pre-hispanskog perioda u blizini grada Guasave.

## Vanjske poveznice
- Grupos guasave y achire
- Enciclopedia de los Municipios de México Sinaloa: Guasave  Arhivirana inačica izvorne stranice od 15. svibnja 2007. (Wayback Machine)